# Do Make Say Think
Do Make Say Think est un groupe de post-rock canadien, originaire de Toronto, en Ontario. Il est signé sur le label militant Constellation Records. Le groupe compose des morceaux instrumentaux situés au croisement du rock ambiant, du jazz et de l'electronica. Le groupe est formé en 1996 par Justin Small, James Payment et Charles Spearin.

## Biographie
Le groupe est formé en 1995 comme un projet cinématographique sur la jeunesse canadienne. En 1996, le groupe commence à répéter dans la salle de la chaine radio CIUT-FM de l'Université de Toronto. La chanson Chinatown extraite de leur album & Yet & Yet (2002) est incluse dans le film Syriana avec George Clooney et dans The Corporation; la chanson The Landlord is Dead de Goodbye Enemy Airship the Landlord Is Dead et Chinatown dans A Simple Curve.
Leur cinquième album, You, You're a History in Rust, est publié sur le label Constellation Records en février 2007. Le groupe tourne en Amérique du Nord et en Europe en soutien à l'album et publie un EP, The Whole Story of Glory, en soutien à leur tournée japonaise. Constellation Records publie leur sixième album, Other Truths, en octobre 2009. 
Leur septième album est annoncé au début de 2017. Intitulé Stubborn Persistent Illusions, il est publié le 19 mai 2017 - c'est leur premier album en huit ans.

## Membres

### Membres actuels
- Ohad Benchetrit – guitare, basse, saxophone, flute
- David Mitchell – batterie
- James Payment – batterie
- Justin Small – guitare, basse, claviers
- Charles Spearin – basse, guitare, trompette
- Julie Penner – violon, trompette
- Michael Barth - trompette
- Adam Marvy - trompette

### Anciens membres
- Jason Mackenzie – claviers, effets sonores
- Jay Baird – saxophone
- Brian Cram – trompette

## Discographie
- 1998 : Do Make Say Think (CD)
- 1999 : Besides (EP)
- 2000 : Goodbye Enemy Airship The Landlord Is Dead (CD)
- 2002 : & Yet & Yet (CD)
- 2003 : Winter Hymn Country Hymn Secret Hymn (CD)
- 2007 : You, You're A History In Rust (CD)
- 2009 : Other Truths (CD)
- 2017 : Stubborn Persistent Illusions